# Aranäsgymnasiet
Aranäsgymnasiet är en kommunal gymnasieskola i Kungsbacka som grundades 1972 och stod klar 1973, vilket gör den till den äldsta av gymnasieskolorna i Kungsbacka kommun. 
Skolan byggdes om mellan 2003 och 2005 för att öka kapaciteten till 1600 elever. Ombyggnaden ritades av Wingårdh arkitektkontor och fick 2006 Kasper Salin-priset.
Bland tidigare elever vid Aranäsgymnasiet märks bland andra fotbollsspelaren Glenn Strömberg, golfspelaren Sophie Gustafson, statsvetaren Peter Esaiasson, journalisten och författaren Andreas Ekström och stå-uppkomikern Moa Svan.
Aranäs har sedan 2003 ett International Baccalaureate Diploma Programme.

## Program och Inriktningar
Barn- och fritidsprogrammet
- Fritid och Hälsa
- Pedagogiskt arbete
- Socialt arbete

Bygg- och anläggningsprogrammet
- Husbyggnad

Estetiska programmet
- Bild- och formgivning
- Dans
- Musik
- Teater

Gymnasiesärskolan
International Baccalaureate
Introduktionsprogrammen
- Preparandautbildning
- Programinriktat individuellt alternativ
- Yrkesintroduktion
- Individuellt alternativ
- Språkintroduktion

Naturvetenskapsprogrammet
- Naturvetenskap
- Naturvetenskap och samhälle

Samhällsvetenskapsprogrammet
- Beteendevetenskap
- Samhällsvetenskap - Samhällsvetenskaplig inriktning

Teknikprogrammet
- Design och produktutveckling
- Samhällsbyggande och miljö
- Teknikvetenskap

Teknikcollege Kungsbacka
Vård- och omsorgsprogrammet